# Атанас Тиганчев
Атанас Георгиев Тиганчев е български революционер, войвода на Вътрешната македоно-одринска революционна организация.

## Биография
Атанас Тиганчев е роден в 1870 година в неврокопското село Либяхово, тогава в Османската империя. Присъединява се към ВМОРО в 1910 година, заклет от войводата Атанас Тешовски и работи като легален деец. На 12 май 1903 година, заподозрян от властите, става нелегален и се присъединява към четата на Тешовски, с която участва в Илинденското въстание и се сражава при местността Сухия връх над село Голешово. След разгрома на въстанието, бяга в Свободна България. Завръща се при амнистията от 1904 година и продължава да се занимава с революционна дейност до Младотурската революция.
На 10 март 1943 година, като жител на Либяхово, подава молба за българска народна пенсия, която е одобрена и пенсията е отпусната от Министерския съвет на Царство България.
Тиганчев е женен за Яна Атанасова (р. 1870) от Бутим. Умира на 8 юли 1944 година.